# Amatsu-Kami
Les Amatsu-Kami, aussi appelés simplement Kami, sont un groupe de dieux appartenant à l’univers de Marvel Comics, comme le sont les Asgardiens, les Inuas, et les Olympiens. Créés par les scénaristes Mark Gruenwald et Ralph Macchio, dessinés par Keith Pollard, ils sont apparus pour la première fois dans le comic Thor vol.1 #300 d'octobre 1980. Ces dieux à l'apparence humaine sont basés sur des divinités du shinto dans les croyances japonaises. Ama, le paradis japonais, est leur lieu de résidence.

## Histoire

### Secret Invasion
Avec d'autres panthéons, les Kami participent au conseil organisé par la déesse Athéna pour discuter de la menace des Skrulls sur la planète Terre. Il est décidé que chaque panthéon doit fournir une divinité afin de former un escadron de dieux pour affronter Kly'bn et Sl'gur't, les dieux des Skrulls. Les Kami choisissent Amatsu-Mikaboshi, le libèrent de ses liens et lui offrent une chance de se racheter. Contre l'avis de Hercule, Mikaboshi accompagne les autres héros. Alors que les autres dieux affrontent Kly'bn, il réussit à vaincre Sl'gur't et fait semblant d'être détruit par elle.

### Chaos war
Mikaboshi se fait passer pour mort et met à profit ce répit pour accroître sa puissance. Il prend le contrôle de la myriade de dieux de mondes conquis par les Skrulls, puis s'attaque à d'autres panthéons extra-terrestres, comme ceux de Zenn-La ou des Shi'ars. Lorsqu'il revient sur Terre, Mikaboshi se fait appeler Roi Chaos, il réussit à franchir les défenses érigées par Amaterasu pour protéger les siens et absorbe les Amatsu-Kami en lui. 

## Membres connus
- Amaterasu, déesse du soleil
- Ame-no-Mi-Kumari, déesse de l'eau
- Bishamon, dieu de la guerre et de la fortune
- Ho-Ti, dieu de la joie
- Inari, dieu du riz et messager
- Izanagi, dieu du ciel
- Izanami, déesse de la terre
- Kaminari, déesse de la foudre et du tonnerre
- Kagutsuchi, dieu du feu
- Mikaboshi, dieu du mal[2]
- Susanoo, dieu de la mer et des tempêtes
- Tsukiyomi, dieu de la lune

## Pouvoirs et capacités
Comme la plupart des divinités de l'univers Marvel, les Amatsu-Kami possèdent des pouvoirs surhumains, une résistance accrue et sont immortels.
Ils sont plus faibles en force que les Asgardiens ou les Olympiens. Un dieu mâle peut soulever environ 20 tonnes et une déesse, 10 tonnes. Par contre leurs réflexes sont plus rapides que ces deux autres races.
En cas de mort d'un dieu, si son énergie vitale est encore présente, il peut être ressuscité par d'autres Kami.

## Apparitions dans les comics
- Thor vol 1 #300-301 (1980)
- Bizarre Adventures #32 (1982)
- Marvel Comics Presents #55 (1990)
- Marvel Universe: The End #2,4-6 (2003)
- Wolverine: Soultaker #4 (2005)
- Thor: Blood Oath #6 (2006)
- Ares #1-5 (2006)
- Incredible Hercules #117-120 (2008)
- Thor & Hercules: Encyclopedia Mythologica (2009)